# Kirsten Lehnig
Kirsten Lehnig (*  1975 in Bielefeld) ist eine deutsche Politikerin (Bündnis 90/Die Grünen) und ehemalige Abgeordnete im Landtag von Baden-Württemberg.

## Leben
Kirsten Lehnig studierte Rechtswissenschaften an den Universitäten Münster und Konstanz. Dort wurde sie promoviert. Sie ist verheiratet und Mutter zweier Kinder. Seit 2013 gehört sie der Partei Bündnis 90/Die Grünen an. 2014 errang sie Mandate im Gemeinderat von Gaggenau und als Fraktionsvorsitzende im Kreistag des Landkreises Rastatt. Sie war als Richterin am Amtsgericht Rastatt tätig, als sie bei der Landtagswahl in Baden-Württemberg 2016 kandidierte und mit 26,4 % Stimmanteil das Direktmandat (Erstmandat) in dem zuvor von der CDU dominierten Landtagswahlkreis Rastatt erhielt. Daraufhin zog sie sich aus der kommunalpolitischen Arbeit zurück und ließ ihren Richterberuf ruhen. Zwei Wochen nach der Eröffnung ihres Wahlkreisbüros in Gaggenau kündigte sie Anfang Juni 2016 an, zum August ihr Landtagsmandat aufzugeben (welches sie am 4. August 2016 niederlegte), da ihr Mann eine unbefristete Professur an der RWTH Aachen erhalte. Mit dem Wegzug aus Baden-Württemberg entfiel die gesetzliche Grundlage des Mandats. Als Nachfolger wurde der bisherige Ersatzbewerber im Wahlkreis Thomas Hentschel benannt.